# Grande Prêmio de Mônaco de 2006
Resultados do Grande Prêmio de Mônaco de Fórmula 1 realizado em Montecarlo em 28 de maio de 2006. Sétima etapa do campeonato, foi vencido pelo espanhol Fernando Alonso, da Renault, com Juan Pablo Montoya em segundo pela McLaren-Mercedes e David Coulthard em terceiro pela Red Bull-Ferrari.

## Resumo
- Primeiro pódio: Red Bull Racing.
- Último pódio de Juan Pablo Montoya.
- Anos após o incidente no treino oficial, Felipe Massa revelou que Michael Schumacher deliberadamente prejudicou Fernando Alonso na disputa pelo primeiro lugar no grid.[5]

## Pilotos de sexta-feira
| Construtor          | N° | Piloto           |
| ------------------- | -- | ---------------- |
| Williams-Cosworth   | 35 | Alexander Wurz   |
| Honda               | 36 | Anthony Davidson |
| Red Bull-Ferrari    | 37 | Robert Doornbos  |
| BMW Sauber          | 38 | Robert Kubica    |
| Midland-Toyota      | 39 | Giorgio Mondini  |
| Toro Rosso-Cosworth | 40 | Neel Jani        |
| Super Aguri-Honda   | -  | nenhum           |

## Classificação da prova

### Treinos classificatórios
| Pos.   | Nº | Piloto               | Equipe              | Q1        | Q2       | Q3       | Grid | Notas      |
| ------ | -- | -------------------- | ------------------- | --------- | -------- | -------- | ---- | ---------- |
| 1      | 1  | Fernando Alonso      | Renault             | 1:14.232  | 1:13.622 | 1:13.962 | 1    |            |
| 2      | 9  | Mark Webber          | Williams-Cosworth   | 1:14.305  | 1:13.728 | 1:14.082 | 2    |            |
| 3      | 3  | Kimi Räikkönen       | McLaren-Mercedes    | 1:13.887  | 1:13.532 | 1:14.140 | 3    |            |
| 4      | 4  | Juan Pablo Montoya   | McLaren-Mercedes    | 1:14.483  | 1:14.295 | 1:14.664 | 4    |            |
| 5      | 11 | Rubens Barrichello   | Honda               | 1:14.766  | 1:14.312 | 1:15.804 | 5    |            |
| 6      | 8  | Jarno Trulli         | Toyota              | 1:14.883  | 1:14.211 | 1:15.857 | 6    |            |
| 7      | 14 | David Coulthard      | Red Bull-Ferrari    | 1:15.090  | 1:13.687 | 1:16.426 | 7    |            |
| 8      | 10 | Nico Rosberg         | Williams-Cosworth   | 1:14.888  | 1:13.909 | 1:16.636 | 8    |            |
| 9      | 2  | Giancarlo Fisichella | Renault             | 1:14.614  | 1:13.647 | 1:17.260 | 9    | [ nota 2 ] |
| 10     | 7  | Ralf Schumacher      | Toyota              | 1:14.412  | 1:14.398 |          | 10   |            |
| 11     | 15 | Christian Klien      | Red Bull-Ferrari    | 1:14.489  | 1:14.747 |          | 11   |            |
| 12     | 20 | Vitantonio Liuzzi    | Toro Rosso-Cosworth | 1:15.314  | 1:14.969 |          | 12   |            |
| 13     | 12 | Jenson Button        | Honda               | 1:15.085  | 1:14.982 |          | 13   |            |
| 14     | 17 | Jacques Villeneuve   | BMW Sauber          | 1:15.316  | 1:15.052 |          | 14   |            |
| 15     | 16 | Nick Heidfeld        | BMW Sauber          | 1:15.324  | 1:15.137 |          | 15   |            |
| 16     | 19 | Christijan Albers    | Midland-Toyota      | 1:15.598  |          |          | 16   |            |
| 17     | 18 | Tiago Monteiro       | Midland-Toyota      | 1:15.993  |          |          | 17   |            |
| 18     | 21 | Scott Speed          | Toro Rosso-Cosworth | 1:16.236  |          |          | 18   |            |
| 19     | 22 | Takuma Sato          | Super Aguri-Honda   | 1:17.276  |          |          | 19   |            |
| 20     | 23 | Franck Montagny      | Super Aguri-Honda   | 1:17.502  |          |          | 20   |            |
| 21     | 6  | Felipe Massa         | Ferrari             | sem tempo |          |          | 21   | [ nota 3 ] |
| 22     | 5  | Michael Schumacher   | Ferrari             | Deletado  | Deletado | Deletado | PL   | [ nota 4 ] |
| Fonte: |    |                      |                     |           |          |          |      |            |

### Corrida

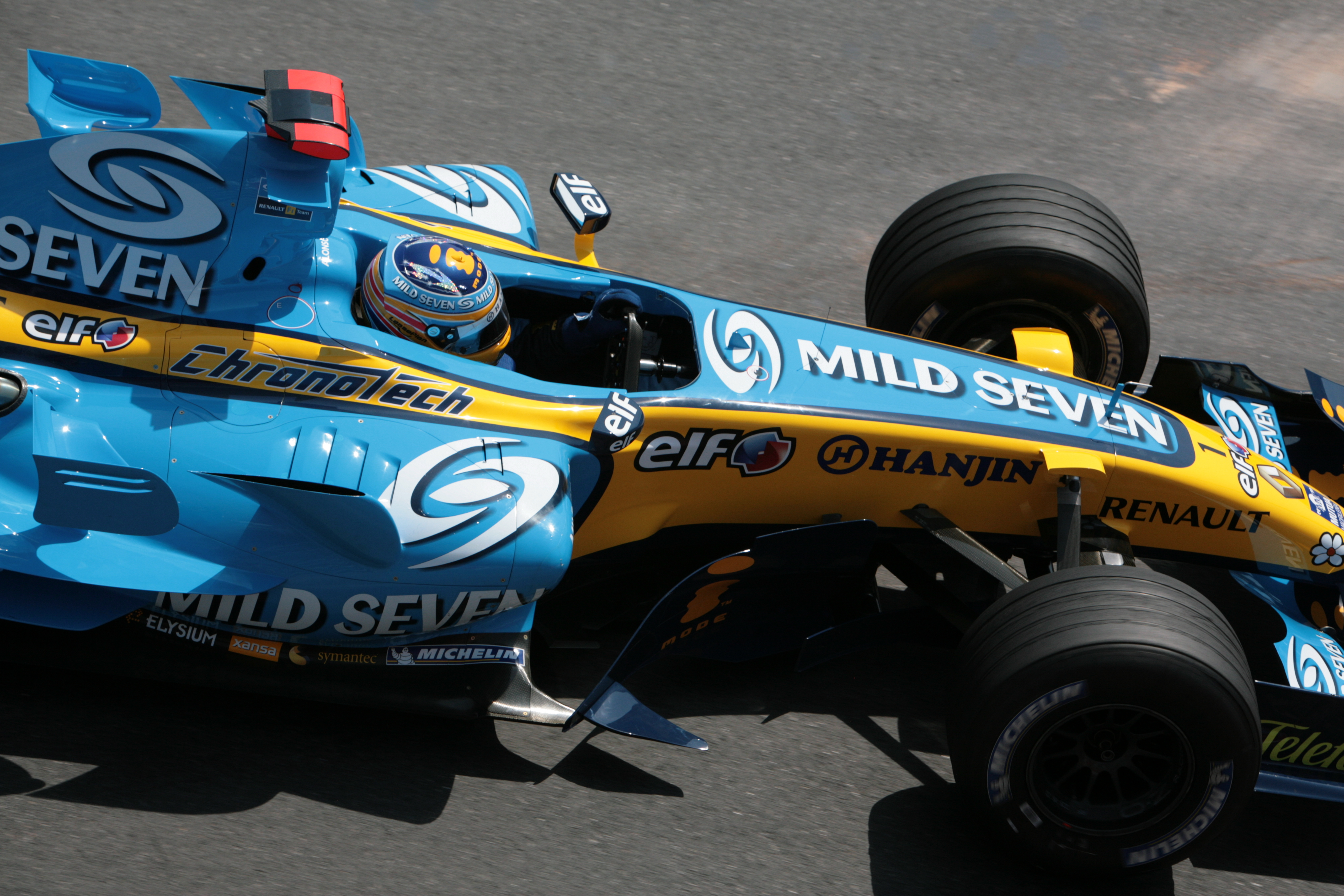
Fernando Alonso venceu a corrida.

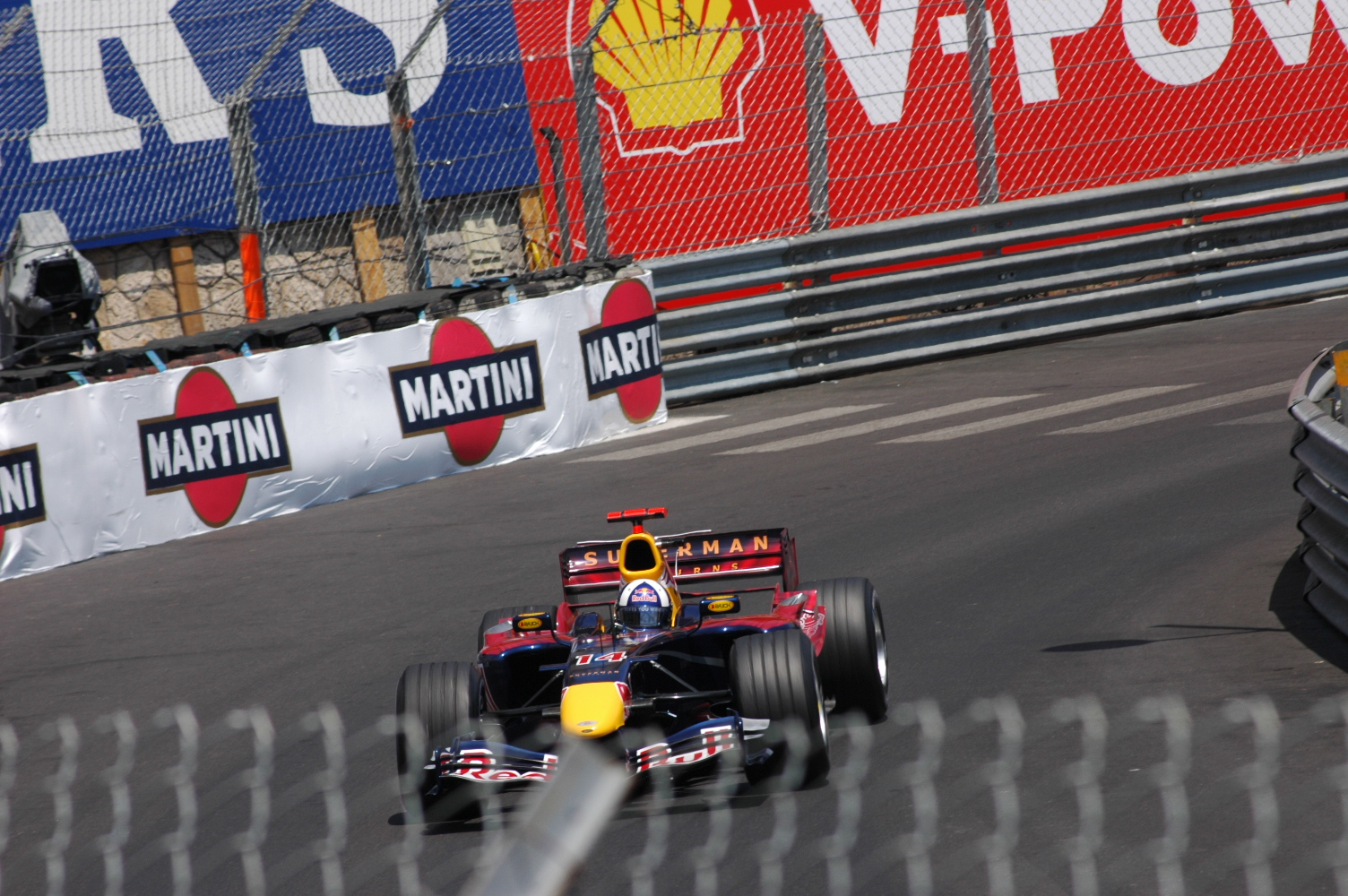
David Coulthard ficou em terceiro, seu primeiro pódio desde 2003. Sua Red Bull anunciava o filme Superman Returns.

| Pos.   | Nº | Piloto               | Construtor          | Voltas | Tempo/Diferença | Grid | Pontos |
| ------ | -- | -------------------- | ------------------- | ------ | --------------- | ---- | ------ |
| 1      | 1  | Fernando Alonso      | Renault             | 78     | 1:43:43.116     | 1    | 10     |
| 2      | 4  | Juan Pablo Montoya   | McLaren-Mercedes    | 78     | + 14.567        | 4    | 8      |
| 3      | 14 | David Coulthard      | Red Bull-Ferrari    | 78     | + 52.298        | 7    | 6      |
| 4      | 11 | Rubens Barrichello   | Honda               | 78     | + 53.337        | 5    | 5      |
| 5      | 5  | Michael Schumacher   | Ferrari             | 78     | + 53.830        | PL   | 4      |
| 6      | 2  | Giancarlo Fisichella | Renault             | 78     | + 1:02.072      | 9    | 3      |
| 7      | 16 | Nick Heidfeld        | BMW Sauber          | 77     | + 1 volta       | 15   | 2      |
| 8      | 7  | Ralf Schumacher      | Toyota              | 77     | + 1 volta       | 10   | 1      |
| 9      | 6  | Felipe Massa         | Ferrari             | 77     | + 1 volta       | 21   |        |
| 10     | 20 | Vitantonio Liuzzi    | Toro Rosso-Cosworth | 77     | + 1 volta       | 12   |        |
| 11     | 12 | Jenson Button        | Honda               | 77     | + 1 volta       | 13   |        |
| 12     | 19 | Christijan Albers    | Midland-Toyota      | 77     | + 1 volta       | 16   |        |
| 13     | 21 | Scott Speed          | Toro Rosso-Cosworth | 77     | + 1 volta       | 18   |        |
| 14     | 17 | Jacques Villeneuve   | BMW Sauber          | 77     | + 1 volta       | 14   |        |
| 15     | 18 | Tiago Monteiro       | Midland-Toyota      | 76     | + 2 voltas      | 17   |        |
| 16     | 23 | Franck Montagny      | Super Aguri-Honda   | 75     | + 3 voltas      | 20   |        |
| 17     | 8  | Jarno Trulli         | Toyota              | 72     | Pane hidráulica | 6    |        |
| Ret    | 15 | Christian Klien      | Red Bull-Ferrari    | 56     | Transmissão     | 11   |        |
| Ret    | 10 | Nico Rosberg         | Williams-Cosworth   | 51     | Acelerador      | 8    |        |
| Ret    | 3  | Kimi Räikkönen       | McLaren-Mercedes    | 50     | Fogo            | 3    |        |
| Ret    | 9  | Mark Webber          | Williams-Cosworth   | 48     | Exaustor        | 2    |        |
| Ret    | 22 | Takuma Sato          | Super Aguri-Honda   | 46     | Pane elétrica   | 19   |        |
| Fonte: |    |                      |                     |        |                 |      |        |

## Tabela do campeonato após a corrida
| Pos.   | Piloto               | Pontos |
| ------ | -------------------- | ------ |
| 1      | Fernando Alonso      | 64     |
| 2      | Michael Schumacher   | 43     |
| 3      | Giancarlo Fisichella | 27     |
| 4      | Kimi Räikkönen       | 27     |
| 5      | Juan Pablo Montoya   | 23     |
| Fonte: |                      |        |

| Pos.   | Construtor       | Pontos |
| ------ | ---------------- | ------ |
| 1      | Renault          | 91     |
| 2      | Ferrari          | 63     |
| 3      | McLaren–Mercedes | 50     |
| 4      | Honda            | 29     |
| 5      | BMW Sauber       | 14     |
| Fonte: |                  |        |

- Nota: Somente as primeiras cinco posições estão listadas.